# Сомино (озеро, Городокский район)
Сомино (бел. Со́міна) — озеро в Городокском районе Витебской области Белоруссии. Относится к бассейну реки Свина́.

## Географическое положение и варианты названия
Озеро Сомино располагается в 32 км к северо-западу от города Городок. Неподалёку от водоёма находится деревня Бобарыки (Бабарыки; бел. Бабарыкі).
Название деревни также используется в русско- и белорусскоязычных источниках в качестве альтернативного названия озера.

## Описание
Площадь поверхности озера составляет 0,15 км². Длина — 0,78 км, наибольшая ширина — 0,3 км. Длина береговой линии — 1,95 км.
Котловина лопастной формы, вытянутая с юго-запада на северо-восток. Склоны высотой до 3 м, пологие, поросшие лесом. Берега низкие, поросшие кустарником и редколесьем, на северо-востоке и юге местами заболоченные. Озеро существенно зарастает.
Из юго-восточной части водоёма вытекает ручей, впадающий в озеро Жодино.
В озере обитают лещ, карась, плотва, линь, окунь и другие виды рыб.